# A5 road

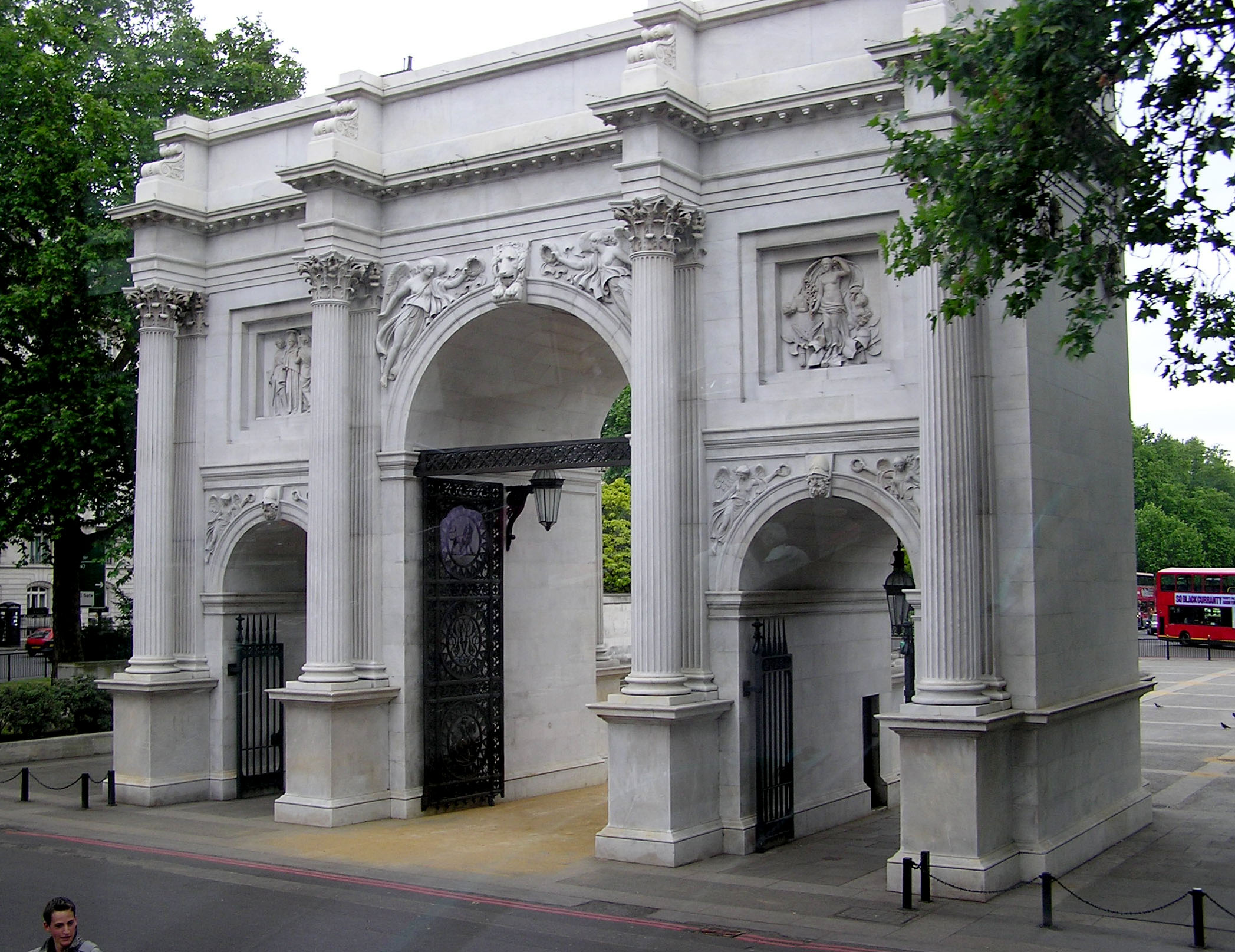
Marble Arch in London, Beginn der A5 road

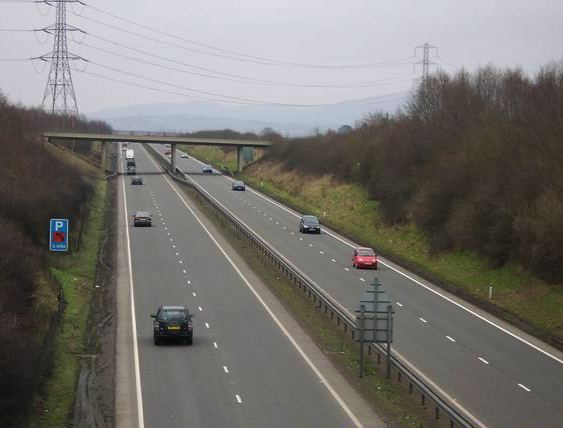
Die A5 als dual carriageway

Die A5 road (englisch für Straße A5) ist eine größtenteils als Primary route ausgewiesene Fernverkehrsstraße in England und Wales. Sie beginnt in London am Marble Arch, trägt die Bezeichnung A5 durch Edgware Road, bis sie auf die A41 road trifft, und wird dann durch den M1 motorway ersetzt, von dem sie sich an der Anschlussstelle junction 11A bei Houghton Regis trennt. Sie umgeht Dunstable im Norden und schwenkt dann auf ihre historische Trasse ein, die sich nach Südosten als A505 road und A5183 über St Albans in den Nordwesten von London fortsetzt. Nach Nordwesten folgt die A5 dem geraden Verlauf der historischen Watling Street bis Little Brickhill, umgeht dann auf einer 1980 eröffneten vierstreifigen Trasse Bletchley, die Planstadt Milton Keynes und Stony Stratford und schwenkt dann wieder auf die historische Trasse der Watling Street ein. Nordwestlich von Towcester wird die vierspurige A43 road gekreuzt, die den M40 motorway mit dem M1 motorway verbindet. Auf der Höhe von Weedon Bec nähert sich die A5 wieder dem M1 motorway, zu dem sie bis Rugby, das östlich passiert wird, im Wesentlichen parallel verläuft. Die Straße ändert dann ihren Lauf aus bisher nordnordwestlicher in nordwestliche Richtung, kreuzt den M69 motorway bei dessen junction 1, lässt Hinckley rechts und Nuneaton links liegen und führt nach Atherstone weiter. Vor Tamworth kreuzt sie den M42 motorway. Dann folgt sie einer neuen, vierstreifigen Trasse, ab Weeford parallel zum M6 Toll motorway, kreuzt den M6 motorway bei junction 12 und verläuft weiter in westlicher Richtung nach Telford, einer nach dem um den Ausbau der Straße verdienten Straßenbauingenieur Thomas Telford benannten Planstadt. Dort vereinigt sie sich mit dem M54 motorway und führt diesen nach dessen Ende nach Westen weiter nach Shrewsbury, das südlich umfahren wird. Sie überquert den Severn in Montford Bridge. Im weiteren Verlauf wendet sich die A5 nach Nordnordwesten und überquert bei Oswestry die Grenze zu Wales. Der folgende Abschnitt bis Chirk (walisisch Y Waun) verläuft in nord-südlicher Richtung; dann biegt die Straße nach Westen ab, verläuft durch Llangollen, Corwen, Cerrigydrudion und Pentrefoelas, erreicht vor Betws-y-Coed den Snowdonia-Nationalpark und durchquert die Cambrian Mountains, bis bei Bangor die als Schnellstraße ausgebaute A55 road gekreuzt wird. Die A5 verläuft durch Bangor, quert die Meerenge Menai Street auf der Menai Suspension Bridge und verläuft über die Insel Anglesey parallel zur A55 bis zum Fährhafen Holyhead, wo sie endet.

## Geschichte
Die A5 folgt in weiten Teilen der römischen Iter II von Londinium (London) nach Segontium (Caernarfon). Sie entspricht der späteren Holyhead Road nach Holyhead, das seit der Vereinigung des Königreichs Großbritannien und des Königreichs Irland 1801 zum wichtigsten Fährhafen zum irischen Dublin wurde und zwischen  1817 und 1826 unter der Leitung von Thomas Telford zum ersten staatlich finanzierten Straßenprojekt Großbritanniens seit der römischen Zeit ausgebaut wurde.